# Madinat as-Sadat
Madinat as-Sadat (arabisch مدينة السادات, DMG Madīnat as-Sādāt) ist eine Stadt im Gouvernement al-Minufiyya in Ägypten. Sie ist nach dem ehemaligen ägyptischen Präsidenten Anwar as-Sadat benannt. Die Stadt liegt 94 Kilometer nordwestlich von Kairo. Sie ist eine der größten Industriestädte des Landes.
Die Stadt ist von einem 350 km² großen Grüngürtel umgeben, was ihr einen Platz unter den zehn umweltfreundlichsten Industriestädten im Nahen Osten eingebracht hat.

## Geschichte
Madinat as-Sadat wurde 1978 gegründet. Im Jahr 2017 wurde mehr Land für industrielle Investitionen geplant.

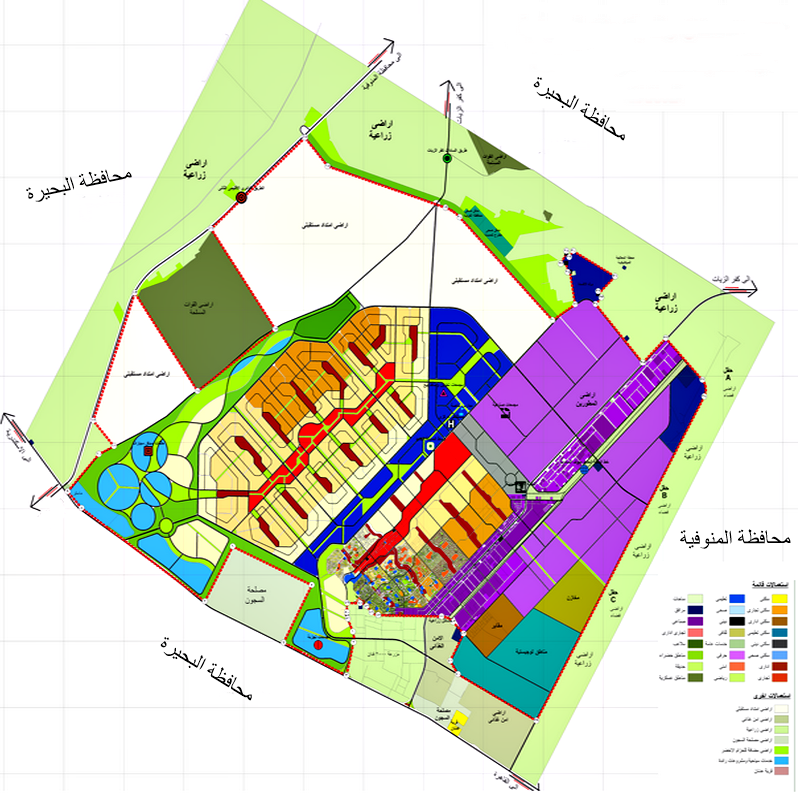
Stadtplan von Madinat as-Sadat